# NGC 807
NGC 807 (други обозначения – UGC 1571, MCG 5-6-1, ZWG 503.84, ZWG 504.6, IRAS02020+2844, PGC 7934) е елиптична галактика (E) в съзвездието Триъгълник.
Обектът присъства в оригиналната редакция на „Нов общ каталог“.